# دودمان تانگ

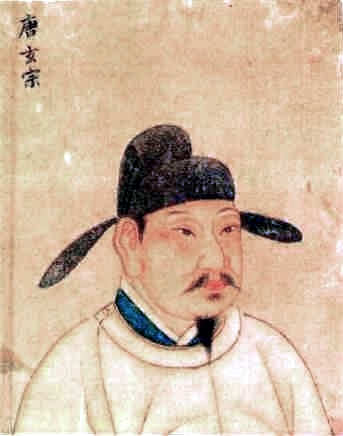
امپراتور شیانگ تسونگ

امپراتوری تانگ (چینی:唐朝) یک دودمان پادشاهی در چین بود که از سال ۶۱۸ تا ۹۰۷ میلادی بر آن سرزمین فرمان راند ولی در یک دوره کوتاه مدت در سال ۶۹۰ میلادی وو زتیان دودمان تانگ را به پایان رسیده خواند و دودمان ژو دوم را پایه‌ریزی کرد و خود را امپراتریس حاکم خواند و امپراتوری چین را در اوج عصر طلایی قدرت و فرهنگ برد و بعد از مرگش پسرش به سلطنت رسید و دودمان تانگ بازسازی شد. پیش از تانگ دودمان سوئی بر چین فرمان می‌راندند. بنیان‌گذار امپراتوری تانگ گائوزو بود که در هنگام فروپاشی امپراتوری سوئی، او و خانواده‌اش در چین قدرت گرفتند.
این دوران یکی از دوران‌های مهم و طلایی در تاریخ چین است. دودمان تانگ در دوران باستان متأخر قدرت را به‌دست گرفت و تا قرون وسطی دوام آورد. این امپراتوری هم دوره با امپراتوری ساسانیان در ایران (تا ۶۵۱ میلادی) و امپراتوری روم شرقی و هم دوره با ظهور اسلام و خلافت‌اسلامی اموی و عباسی بود.
پس از شکست ایرانشهر از اعراب نو مسلمان، فرزندان یزدگرد سوم ساسانی به سبب روابط خوب سیاسی، تجاری و نظامی ساسانیان با امپراتوری تانگ به این امپراتوری پناهنده شدند که به مناصب بزرگی در امپراتوری تانگ دست یافتند.

## تاریخچه سیاسی
در سال ۶۱۸ میلادی، یک مسئول دولتی شورشی به نام لی‌شی‌مین، در شهر سلطنتی تانگ، قدرت را به دست گرفت. او پدرش گائوزو را به عنوان اولین امپراتور سلسلهٔ تانگ منصوب کرد. پس از او، شیانگ تسونگ، حکومت خود را آغاز کرد. پس از شکست ارتش تانگ در نبرد طراز که میان سپاه خلافت عباسیان و دودمان تانگ انجام شد مسلمانان ایرانی و عرب سپاه عباسی خسارت سنگینی را به ارتش تانگ وارد کردند بطوریکه امپراتور چین تسلط خود را بر نواحی مرکزی آسیا از دست داد. شورش آن‌لوشان در این دوره بی‌نظمی بسیاری ایجاد کرد؛ اما سرانجام این شورش سرکوب شد. شورش‌های متعدد باعث زوال قدرت فرمان‌روایان تانگ شد؛ تا این که سرانجام هوانگ‌چائو موفق به تسخیر و غارت پایتخت تانگ شد.
بر اساس دو سرشماری از جمعیت چین در قرون ۷ و ۸، جمعیت این کشور بر اساس خانوارهای ثبت شده به ۵۰ میلیون نفر می‌رسد. با این حال، حتی با وجود تضعیف دولت مرکزی در سلسله تانگ و ناتوانی در سرشماری دقیق افراد، جمعیت این کشور در قرن ۹ بالغ بر ۸۰ میلیون نفر تخمین زده می‌شود. با توجه به میزان جمعیت، سلسله تانگ قادر بود ارتشی پر شمار گردآورد و صدها هزار نفر از آنان را در جهت رقابت با اقوام چادرنشین آسیا میانه تجهیز نماید و بتواند به راحتی از مسیر تجاری جاده ابریشم منفعت ببرد. آن‌ها توانستند بسیاری از مناطق مجاور را مطیع سازند و با ایجاد یک نظام قیومیتی در زیر نفوذ خود قرار دهند. پادشاهی‌ها و اقوام مجاور سلسله تانگ به دربار غرامت می‌پرداختند.
در کنار این هژمونی سیاسی، چینی‌ها توانستند تأثیر فرهنگی قدرتمندی را در بین کشورهای همسایه خود از جمله ژاپن، کره و ویتنام بر جای بگذارند.

## فهرست امپراتورهای تانگ
| شماره                       | نام امپراتور          | تماما با                   | دوره زندگانی (میلادی) | نسبت با امپراتور قبلی                 | دوره حکومت (میلادی)      |
| دودمان تانگ (۶۱۸–۶۹۰)       | دودمان تانگ (۶۱۸–۶۹۰) | دودمان تانگ (۶۱۸–۶۹۰)      | دودمان تانگ (۶۱۸–۶۹۰) | دودمان تانگ (۶۱۸–۶۹۰)                 | دودمان تانگ (۶۱۸–۶۹۰)    |
| --------------------------- | --------------------- | -------------------------- | --------------------- | ------------------------------------- | ------------------------ |
| ۱                           | گائوزو                |                            | ۵۶۶–۶۳۵               | مؤسس دودمان تانگ                      | ۶۱۸–۶۲۶ (۸ سال)          |
| ۲                           | تای‌زونگ               |                            | ۵۹۹–۶۴۹               | پسر گائوزو                            | ۶۲۶–۶۴۹ (۲۳ سال)         |
| ۳                           | گائوزونگ              | تماماً با امپراتریس وو      | ۶۲۸–۶۸۳               | پسر تای‌زونگ                           | ۶۴۹–۶۸۳ (۳۴ سال)         |
| ۴                           | ژونگ زونگ             | تماماً با امپراتریس بیوه وو | ۶۵۶–۷۱۰               | پسر گائوزونگ                          | ۶۸۳–۶۸۴ (۲ ماه و دوهفته) |
| ۵                           | روی‌زونگ               | تماماً با امپراتریس بیوه وو | ۶۶۲–۷۱۶               | پسر گائوزونگ                          | ۶۸۴–۶۹۰ (۶ سال و ۱۱ ماه) |
| دودمان ژو دوم (۶۹۰–۷۰۵)     |                       |                            |                       |                                       |                          |
| ۱                           | امپراتریس وو زتیان    |                            | ۶۲۴–۷۰۵               | همسر گائوزونگ و مادر دو امپراتور بعدی | ۶۹۰ – ۷۰۵ (۱۵ سال)       |
| ادامه دودمان تانگ (۷۰۵–۹۰۸) |                       |                            |                       |                                       |                          |
| ۴                           | ژونگ‌زونگ              | تماما با امپراتریس وی      | ۶۵۶–۷۱۰               | پسر گائوزونگ و ملکه زتیان             | ۷۰۵–۷۱۰ (۵ سال)          |
| ۷                           | شانگ                  | تماماً با امپراتریس بیوه وی | ۶۹۵–۷۱۴               | پسر ژونگ‌زونگ                          | ۷۱۰ (۱۷ روز)             |
| ۵                           | روی‌زونگ               | تماما با پرنسس تایپینگ     | ۶۶۲–۷۱۶               | پسر گائوزونگ و ملکه زتیان             | ۷۱۰–۷۱۳ (۳ سال)          |
| ۷                           | شوان‌زونگ اول          |                            | ۶۸۵–۷۶۲               | پسر روی‌زونگ                           | ۷۱۲–۷۵۶                  |
| ۹                           | سوزونگ                |                            | ۷۱۱–۷۶۲               | پسر شوان‌زونگ                          | ۷۵۶–۷۶۲                  |
| ۱۰                          | دیازونگ               |                            | ۷۲۷–۷۷۹               | پسر سوزونگ                            | ۷۶۲–۷۷۹                  |
| ۱۱                          | دزونگ                 |                            | ۷۴۲–۸۰۵               | پسر دیازونگ                           | ۷۷۹–۸۰۵                  |
| ۱۲                          | شون‌زونگ               |                            | ۷۶۱–۸۰۶               | پسر دزونگ                             | ۸۰۵                      |
| ۱۳                          | شیان‌زونگ              |                            | ۷۷۸–۸۲۰               | پسر شون‌زونگ                           | ۸۰۵–۸۲۰                  |
| ۱۴                          | موزونگ                |                            | ۷۹۵–۸۲۴               | پسر شیان‌زونگ                          | ۸۲۰–۸۲۴                  |
| ۱۵                          | جینگ‌زونگ              |                            | ۸۰۹–۸۲۷               | پسر موزونگ                            | ۸۲۴–۸۲۷                  |
| ۱۶                          | ون‌زونگ                |                            | ۸۰۹–۸۴۰               | پسر موزونگ                            | ۸۲۷–۸۴۰                  |
| ۱۷                          | ووزونگ                |                            | ۸۱۴–۸۴۶               | پسر موزونگ                            | ۸۴۰–۸۴۶                  |
| ۱۸                          | شوان‌زونگ دوم          |                            | ۸۱۰–۸۵۹               | پسر شیان‌زونگ                          | ۸۴۶–۸۵۹                  |
| ۱۹                          | یی‌زونگ                |                            | ۸۳۳–۸۷۳               | پسر شوان‌زونگ دوم                      | ۸۵۹–۸۷۳                  |
| ۲۰                          | شی‌زونگ                |                            | ۸۶۲–۸۸۸               | پسر یی‌زونگ                            | ۸۷۳–۸۸۸                  |
| ۲۱                          | ژائوزونگ              |                            | ۸۶۷–۹۰۴               | پسر یی‌زونگ                            | ۸۸۸–۹۰۴                  |
| ۲۲                          | آئی                   |                            | ۸۹۲–۹۰۸               | پسر ژائوزونگ                          | ۹۰۴–۹۰۷                  |

## فرهنگ و جامعه

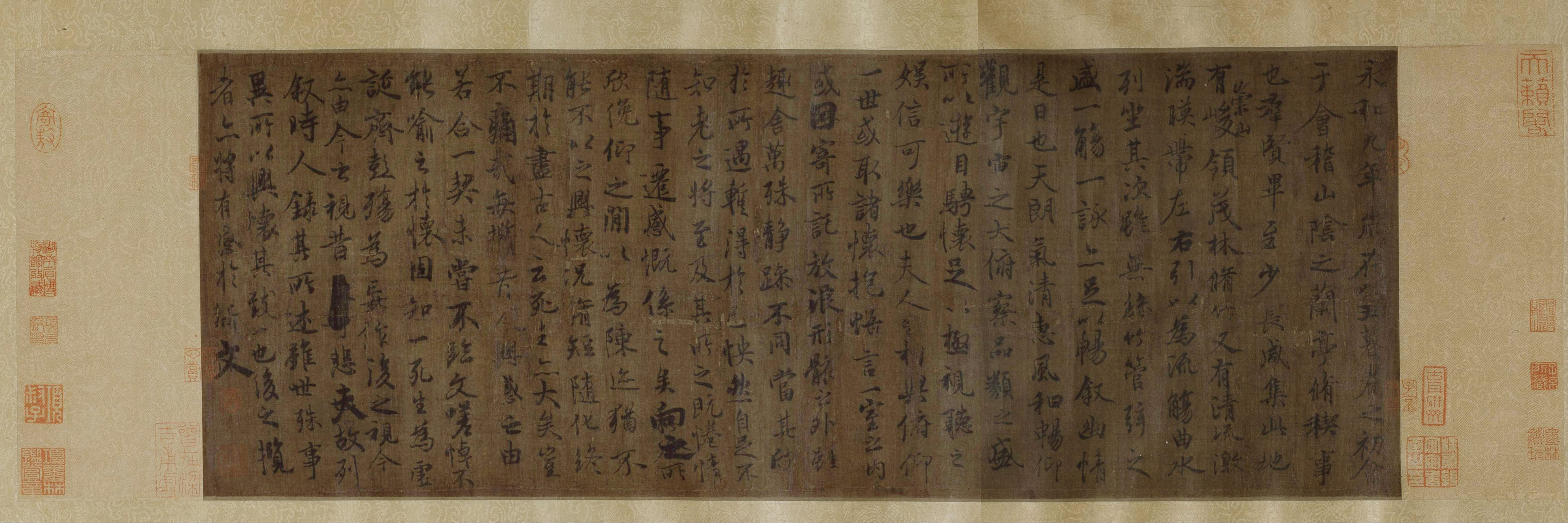
مقدمه‌ای بر اشعاری که در پاویون ارکیده سروده شدند

### ادبیات
دوران سلسلهٔ تانگ، دوران شکوه و عظمت شعر و ادبیات در چین بود. لی‌پو یک شاعر رمانتیک بود که از شراب، عشق و طبیعت تقدیر می‌کرد. وی پیرو آیین لائوتسه بود. از دیگر شاعران بزرگ عصر تانگ، دوفو بود که از آیین کنفوسیوس پیروی می‌کرد. بیش‌تر اشعار توفو دربارهٔ مسایل انسانی‌است. در این دوره شاعران گروه‌هایی تشکیل دادند؛ مهم‌ترین این گروه‌ها گروه جام شراب بود که بیش از ۲۳۰۰ شاعر در آن عضو بودند؛ آثار شعری آنان در مجموعه‌هایی گرد هم آمده‌اند؛ این اشعار عموماً در بیش از ۱۲۰۰ سال پیش نوشته شده‌اند.

### دین و فلسفه
در عصر تانگ، سه آیین در میان مردم چین رواج داشت. آیین لائوتسه، آیین کنفوسیوس و آیین تائو مهم‌ترین این آیین‌ها بودند. دین بودایی که از هند وارد چین شد، به زودی در آن‌جا گسترش پیدا کرد. دین بودا با آداب و رسوم کنفوسیوس ترکیب شد و روش ذن را به وجود آورد. در اواسط قرن نهم میلادی، امپراتور ووتسونگ دستور داد که معابد و صومعه‌های بوداییان را ویران کنند. در این دوره، بسیاری از بوداییان وادار شدند که آیین بودا را ترک کنند. در عصر تانگ، گروهی از مبلغان مسیحی و مسلمان وارد چین شدند و به تبلیغ پرداختند؛ اما این ادیان در چین طرفداران چندانی نیافت.
گوربُرده‌های دودمان تانگ، اشیاء سُفالین و چینی‌آلات سرامیکی از جانوران و آدم‌ها بودند که در دوران سلطنت دودمان تانگ، به عنوان اثاثیهٔ فرد درگذشته، به همراه وی دفن می‌شدند.

## ظهور حکومت امپراتریس وو

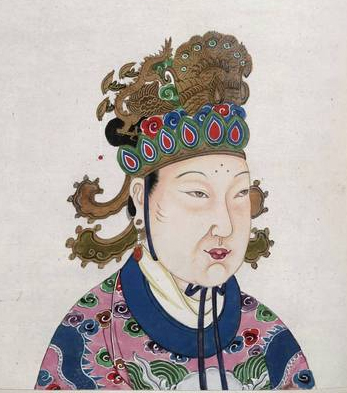
امپراتریس وو، زنی که بخاطر بیماری همسرش امپراتور گائوزونگ از سال ۶۶۵ تا ۶۸۳ به وضوح امپراتوری در دستان او بود و بعد از مرگ شوهرش در سال ۶۸۳ تا ۶۹۰ به عنوان امپراتور مجازی حتی بیشتر از گذشته امپراتوری را در دستان خود محکم نگهداشت، او از سال ۶۹۰ تا ۷۰۵ به عنوان تنها امپراتور زن در تاریخ چین قانوناً در دودمان ژو که خودش بنیان‌گذار آن بود حاکم بود

اگرچه وو به عنوان یک صیغه کم ارزش به نام وو مینیانگ وارد دربار امپراتور گائوزونگ شد، وو زتیان در سال ۶۹۰ به بالاترین درجه و نقطه قدرت رسید و با ایجاد زندگی کوتاه مدت وو ژو یا دودمان ژو. ظهور امپراتریس وو به قدرت از طریق تاکتیک‌های بی رحمانه و محاسبه کننده حاصل شد: یک تئوری توطئه‌های محبوب در تاریخ اظهار داشت که وی دخترک دوهفته خود را به قتل رسانده و آن را به گردن امپراتریس اول گائوزونگ انداخته تا امپراتریس عزل شود و مقامش به او منتقل شود، بعد از دسیسه‌های بیشتر او بالاخره امپراتریس وانگ و بانو شیائو را عزل کرد و او جایگزین امپراتریس شد و سریعاً به دستور جدید امپراتریس وو به طرز بی رحمانه و غیرانسانی اعدام شدند.
امپراتور گائوزونگ در سال ۶۵۵ دچار بیماری شد که علائم آن سردردهای مکرر بود و امپراتریس وو از این فرصت استفاده کرد تا کسانی که با به قدرت رسیدن وی مخالفت کرده بودن را سرنگون کند، او در سال ۶۵۷ بسیار زیاد قدرتمند شد و همراه متحدان خود شروع به پاکسازی دربار امپراتوری با حذف رقبای سیاسی (هفت صدراعظم‌های امپراتور گائوزونگ کرد) و تا سال ۶۵۹ با بنگاه قدرت خود رقبای خود را با کشتار خونین در دربار به اتمام رساند و بیشتر افراد خود را جایگزین کرد، همچنین در نیمه‌های سال ۶۶۰ امپراتور دچار سکته مغزی شد و امپراتریس وو شروع به رسیدگی به دادخواست‌های مقامات در مورد اتفاقات امور روزمره دولت و گرفتن بسیاری از تصمیمات مهم روزانه دربار و صدور آنها در اداره کردن امپراتوری برای وی کرد و در مورد امور کشوری با صدراعظم‌ها و مشاوران سلطنتی گفتگو کرد، در سال ۶۶۵ در حالی که امپراتریس وو تمام رقبای باقیمانده سیاسی، واقعی و بالقوه خود را حذف کرد، قدرتی بیش از اندازه کسب کرد و از این نقطه، در جلسات امپراتوری پشت صفحه مرواریدی پشت شوهرش نشسته بود و امپراتور گائوزونگ با او تماماً مشورت می‌کرد و همواره در اداره امور از حرف او پیروی می‌کرد و بیشتر تصمیمات را به او واگذار می‌کرد و تمامی صدراعظم‌ها و دیگر مقامات از امپراتریس وو دستور می‌گرفتند نه از امپراتور گائوزونگ و حتی امپراتریس وو در زمان غیاب بیش از حد مکرر شوهرش آزادی کامل را برای برگذاری جلسات روزانه و اداره کردن امپراتوری به‌جای وی را داشت. هنگامی که فرزند ارشد امپراتریس وو، ولیعهد لی هونگ، شروع به ادعای اقتدار و سیاست‌های مدافع مخالف امپراتریس وو کرد و با قدرت و نفوذ فرماندهی و فزایندی مادر خود مخالفت کرد و از امپراتریس وو خواست که در اداره کل امپراتوری و جلسات امپراتوری دیگر مشارکت نکند و تصمیمات دولت را نگیرد، بعد از این درخواست‌ها و مخالفت‌ها ناگهان در سال ۶۷۵ بعد از ماجرا نایب السلطنگی وو که با آن مخالفت شده بود درگذشت. بسیاری از افراد گمان می‌کردند که وی توسط امپراتریس وو مسموم شده است. اگرچه وارث بعدی نمایه پایین‌تری داشت، اما در سال ۶۸۰ بعد از آن که او با مادر خود مخالفت کرد، وی توسط مادرش امپراتریس وو که به دلیل غیاب‌های بیش از حد امپراتور گائوزونگ به دلیل بیماری شدید مغزی به تنهایی در راُس امور بود به راحتی متهم به طرح یک شورش و کودتا شد و به دستور وی تبعید شد. (بعداً او به دستور امپراتریس وو مجبور شد خودکشی کند)
در سال ۶۸۳، امپراتور گائوزونگ درگذشت. وی توسط امپراتور ژونگ زونگ، بزرگ‌ترین پسر و بازمانده وی توسط امپراتریس وو جانشین سلطنت شد. هر چند قدرت‌های واقعی امپراتوری همچنان در دست امپراتریس وو بود و او به‌طور کامل قدرت‌های اداره کل امپراتوری تانگ را به تنهایی به عنوان امپراتریس بیوه نگه داشت و ژونگ زونگ به نام امپراتور بود و او سعی کرد پدر همسر خود را به عنوان یک صدراعظم قدرتمند و پرنفوذ منصوب کند تا بتواند از اقتدار بی چون و چرا و نفوذ فزایندی مادرش در اداره کل امور بکاهد: اما به هیچ وجه موفق نشد، وی پس از گذشت تنها شش هفته به سرعت از تاج و تخت، به دستور رسمی امپراتریس بیوه وو به نفع برادر کوچکتر خود، امپراتور رویزونگ، عزل شد، بعد از آن امپراتریس بیوه وو با جدیت بیشتر بر همه قدرت مطلق قرار گرفت و شروع به پاکسازی افراد دربار و کل کشور کرد. این گروهی از شاهزادگان تانگ را برانگیخت تا در سال ۶۸۴ بر ضد امپراتریس بیوه وو قیام کنند. اما ارتش وو آنها را ظرف دو ماه با بی رحمی سرکوب کرد، بعد از آن او تمامی خانواده و هواداران خاندان تانگ را سرنگون کرد و پلیس مخفی را برای کشتن بی رحمانه مخالفان خود در تمامی کشور گسترش داد و در این کار رسماً آیین بودیسم را در کشور به عنوان مذهب ارشد اعلام کرد و قوانین و طرفداری از کنفوسیانیسم را ممنوع اعلام کرد و بسیاری از پیروان او را اعدام کرد و قوانین مربوط به منع زنان از قدرت و دخالت در دولت را لغو کرده و کتاب‌های مربوط به آنها را سوزاند، او همچنین پایتخت چانگآن را لغو کرد و لوئویانگ را تنها پایتخت امپراتوری با نام شندو به معنای «پایتخت الهی» اعلام کرد. امپراتریس وو سرانجام در تاریخ ۱۶ اکتبر ۶۹۰ در دوره تیانشو دودمان ژو را اعلام کرد و سه روز بعد امپراتور رویزونگ را به عنوان ولیعهد نصب کرد. رویزونگ همچنین مجبور شد نام خانوادگی پدرش لی را به نفع مادرش امپراتریس وو تسلیم کند و با نام خانوادگی مادر وو با نام وو دان شناخته شد. پس از آن وو به عنوان تنها امپراتریس فرمانروا تاریخ چین در سلسله خاص خود برای ۱۵ سال حکومت می‌کرد.
اما کودتای کاخ در ۲۰ فوریه ۷۰۵ که توسط دختر وو پرنسس تایپینگ و پنج تن از وزرا سازماندهی شده بود، دو عاشق وو برادران ژانگ را کشت و امپراتریس وو را وادار کردند تا در ۲۲ فوریه مقام خود را به پسر بزرگتر خود بدهد. روز بعد، پسرش وو شیان با نام دوباره ژونگ زونگ به قدرت اعلام شد. دودمان تانگ به‌طور رسمی در ۳ مارس ترمیم شد. وو به زودی درگذشت.
وو در طول سلطنت خود برای مشروعیت بخشیدن به حکومت خود، سندی را منتشر کرد به نام ابر بزرگ سوترا، که پیش‌بینی می‌کرد تناسخ دوباره میتریا بودا یک سلطنت زن خواهد بود که بیماری، نگرانی و فاجعه را از جهان برطرف خواهد کرد. او حتی بسیاری از شخصیت‌های نوشتاری تجدید نظر شده را نیز به زبان نوشتاری معرفی کرد، که پس از مرگ وی به اصالت‌ها بازگشت. احتمالاً مهم‌ترین بخش میراث وی، کاهش هژمونی اشرافی شمال غربی بود و به مردم سایر قبایل و مناطق چین اجازه می‌داد تا در سیاست و دولت چین نماینده تر شوند.

## تأثیر زنان قدرتمند دیگر و دوره سلطنت امپراتور شوان زونگ
در زمان و پس از سلطنت وو، بسیاری از زنان برجسته و قدرتمند در دادگاه حضور داشتند، از جمله شانگوان وانر (تولد؛ ۶۶۴ - مرگ؛ ۷۱۰)، یک شاعر، نویسنده، تاجر، و یک مقام معتمد، مشاور و مسئول دفتر خصوصی وو. و همچنین در سال ۷۰۶ همسر قدرتمند امپراتور ژونگ زونگ تانگ، امپراتریس وی (تولد؛ ۶۶۵ - مرگ؛ ۷۱۰)، شوهر خود را متقاعد کرد که به همراه خواهر و دخترانش تا در دفاتر و دادگاه دولتی مشارکت داشته باشند و همچنین در سال ۷۰۷ از او خواست تا رسیدگی به امور تجاری را به دختر موردعلاقه خود پرنسس انل بدهد و در سال ۷۰۸ درخواست کرد که بخشی از زنان قدرتمند کاخ از جمله شانگوان، دخترانش، و خواهرش به امپراتور در امور مملکتی مشاوره دهند، او همچنین در سال ۷۰۹ درخواست کرد که به زنان حق محرومیت از وراثت فرزندان خود را بدهد؛ (که قبلاً فقط یک مرد موجود بود و می‌توانست یک فرزند یا هر کس از عضو خانواده را از حق ارثی محروم کند). امپراتریس وی سرانجام ژونگ زونگ را مسموم کرد و پس از آن وی فرزندخوانده یازده ساله خود را در سال ۷۱۰ بر تخت سلطنتی گذاشت و خود همچنان اداره مملکت را در دست داشت و حتی این بار با استحکامات و قدرتی بسیار بیشتر زمام امور را در دست گرفت. دو هفته بعد، خواهر شوهرش پرنسس تایپینگ و لی لانگجی (امپراتور بعدی شوان زونگ) با چند پیروان دیگر وارد کاخ شد و امپراتریس وی و جناح قدرتمندش را کشت، (که متشکل از ۴۰۰ نفر بودن). وی سپس امپراتور رویزونگ (سلطنت؛ ۷۱۰–۷۱۲) را بر تخت پادشاهی نصب کرد. درست همان‌طور که امپراتور ژونگ زونگ تحت سلطه و کنترل امپراتریس وی بود، رویزونگ نیز تحت سلطه و کنترل پرنسس تایپینگ بود. این سرانجام به پایان رسید زمانی که کودتای پرنسس تایپینگ در سال ۷۱۳ ناکام ماند (او خود را بعد از شکست کودتا در ۷۱۳ به دار آویخت) و امپراتور رویزونگ قدرت را کامل و یگانه به امپراتور شوان زونگ سپرد کرد.
در زمان سلطنت ۴۴ ساله امپراتور شوان زونگ، سلسله تانگ به اوج خود رسید، دوران طلایی با تورم اقتصادی پایین و سبک زندگی فرومایه برای دربار امپراتوری. شوان زونگ که به عنوان یک حاکم سخت کوش و خیرخواه دیده می‌شود، حتی در سال ۷۴۷ مجازات اعدام را نیز لغو کرد. همه اعدام‌ها باید از قبل توسط خود امپراتور تأیید می‌شد (با توجه به اینکه در سال ۷۳۰ فقط ۲۴ اعدام وجود داشته است). شوان زونگ به اجماع وزرای خود درمورد تصمیم‌گیری‌های سیاسی متعهد شد و تلاش کرد تا کارمندان وزارتخانه‌های دولت را منصفانه با جناح‌های سیاسی مختلف انجام دهند همان کاری که در گذشته مادربزرگش امپراتریس وو انجام داد. صدر اعظم کنفوسیوس طلب وی به نام ژانگ جیولینگ (۶۷۳–۷۴۰) برای حمایت از استفاده از سکه‌های خصوصی، برای کاهش نرخ تورم و افزایش عرضه پول تلاش کرد، در حالی که جانشین اشرافی و تکنوکراتیک وی لی لینفو (د. ۷۵۳) طرفدار انحصار دولت در صدور سکه بود. پس از سال ۷۳۷، بسیاری از اعتماد به نفس شوان زونگ به صدراعظم دیرینه خود لی لینفر، که از سیاست خارجی تهاجمی تری با استفاده از ژنرال‌های غیر چینی حمایت می‌کرد متمرکز شد، و شوان زونگ شروع به استراحت کرد و به تدریج قدرت امپراتوری و زمام همه امور را به پسر خود واگذار کرد و در سال ۷۵۶ از دولت و مقام امپراتور استعفا داد. اما این بی خیالی اواخر سلطنت شوان زونگ و این سیاست صدراعظمش در نهایت شرایط را برای شورش گسترده علیه شوان زونگ که در سال ۷۵۶ کنارگیری کرده بود ایجاد کرد.